# ليتينو
ليتينو هي كومونا قرية صغيرة في مقاطعة كزرتة، في كامبانيا، جنوب إيطاليا. كانت إحدى القرى المُحررة من قبل الانتفاضة الشيوعية التحررية الإيطالية عام 1877 على يد إريكو مالاتيستا وكارلو كافييرو وبيترو سيزاري تشيكاريلي والروسي ستيبنياك و 30 رفيقًا آخر. وشاركت أيضا قرية أخرى في نفس المقاطعة، جالو ماتيسي.

## روابط خارجية
- صور Letino